# Stipiturus mallee
Stipiturus mallee là một loài chim trong họ Maluridae.